# Paul Oestreich
Paul Hermann August Oestreich (* 30. März 1878 in Kolberg (Pommern); † 28. Februar 1959 in Berlin) war ein führender deutscher Reformpädagoge und Vorsitzender des Bundes Entschiedener Schulreformer.

## Leben und Leistungen
Paul Oestreich wurde als Sohn eines Tischlers geboren. Zunächst besuchte er in seiner Heimatstadt für vier Jahre die Volksschule und danach ein Realgymnasium, für das seine Eltern Schulgeld zahlten. Mit dem Abitur begann er seine akademische Ausbildung und studierte von 1896 bis 1900 an den Universitäten Berlin und Greifswald Mathematik, Physik, Philosophie, Pädagogik und neue Sprachen. Nach dem Staatsexamen 1901 absolvierte er das Referendariat in Köln und Leer. Danach unterrichtete er in Ilfeld und Barmen, bis er 1905 als Studienrat an die Hohenzollern-Oberrealschule in Berlin-Schöneberg berufen wurde. Dort unterrichtete er bis zur Entlassung durch die Nationalsozialisten, die ihn nach der „Machtergreifung“ 1933 in Schutzhaft nahmen und ein Berufsverbot gegen ihn verhängten.
Oestreich engagierte sich frühzeitig politisch: Zunächst trat er dem Nationalsozialen Verein Friedrich Naumanns bei, der 1903 in der Freisinnigen Vereinigung aufging. Als überzeugter Pazifist wurde er während des Ersten Weltkriegs Mitglied im Bund Neues Vaterland. 1918 wechselte er in die SPD, der er bis 1931 angehörte. Nach der Revolution im November 1918 wurde er Abgeordneter im Berliner Stadtrat und Mitarbeiter im Reformausschuss des Berliner Philologenvereins und in der Arbeitsgemeinschaft sozialdemokratischer Lehrer.
1919 gehörte Oestreich zu den Gründern des Bundes Entschiedener Schulreformer (BESch), dessen Vorsitzender und führender Theoretiker er von 1921 bis zur Auflösung 1933 ununterbrochen blieb. Anfangs war dieser Bund Lehrkräften höherer Schulen vorbehalten, doch schrittweise öffnete er sich, so dass ab 1921 auch pädagogisch interessierte Laien dem Bund beitreten konnten. Mit 5000 Mitgliedern erwarb sich der Bund durch die Verbreitung pädagogischer, humanistischer und bildungspolitischer Ideale Anerkennung in Fachkreisen.
1920 beteiligte sich der Bund an der Reichsschulkonferenz, auf der Pädagogen sich mit dem Gedankengut verschiedener Richtungen der Reformpädagogik befassten, die bereits im 19. Jahrhundert ihren Ursprung hatten. Die offenen Fragen zur Erneuerung des Schulwesens wurden im Bund Entschiedener Schulreformer weiter verfolgt, der mittels  Publikationen und Tagungen öffentlichkeitswirksam für eine entschiedene Schulreform zur Überwindung des Weimarer Schulkompromisses eintrat. Als Vorsitzender des Bundes gab Paul Oestreich dazu Bücher sowie eine Zeitschrift heraus und veröffentlichte pädagogische Fachartikel. Er wurde so zu einem aktiven Propagandisten für die angestrebte elastische weltliche Einheitsschule, die die Kinder und Jugendlichen auch im Sinne einer Arbeits- und Lebensschule auf die Aufgaben, die sich ihnen im Leben später stellen würden, besser vorbereiten sollte.
Von 1923 bis 1926 war Oestreich im Präsidium der Deutschen Friedensgesellschaft. Er gehörte zu den Gründern des von Ludwig Quidde geführten Deutschen Friedenskartells. Der Internationale Friedenskongress 1924 in Berlin kam auf seine Initiative zustande. Mit ihm verbunden war der Internationale Kongress für Geschichtsunterricht.
Auf Grundlage der Reichstagsbrandverordnung wurde er im März 1933 für zwei Monate inhaftiert und am 30. September 1933 aus dem Schuldienst entlassen. Die Leitung des Bundes Entschiedener Schulreformer endete schließlich mit dessen zwangsweiser Auflösung im Juni 1933. In der Zeit des Nationalsozialismus sind keine Aktivitäten von Oestreich nachweisbar.
Als Gegner des Nazi-Regimes wurde er nach dem Krieg am 11. Juni 1945 Mitglied der KPD, ab 1946 der SED und war von 1945 bis 1949 in Berlin-Zehlendorf als Hauptschulrat tätig. Hier konnte er seine Ideen von der Erneuerung des Erziehungs- und Schulsystems, von einer Bildung, die eine menschheitsumfassende Gemeinschaft zum Ziele hatte, einbringen. Er setzte sich als Bildungspolitiker und Zehlendorfer Hauptschulrat für die Ausarbeitung des Berliner Schulgesetzes von 1947 und die Einführung der Einheitsschule in Berlin ein. Zusammen mit seinen früheren Vorstandskollegen im ehemaligen Bund Entschiedener Schulreformer Fritz Karsen und Arno Wagner forderte er im April 1947 in einem Brief an die Preußische Landesversammlung die Erleichterung des Übergangs in höhere Schulen für Volksschüler durch die Einführung einer achtjährigen gemeinsamen Grundschule. Wegen seiner SED-Mitgliedschaft wurde Paul Oestreich im Januar 1949 in West-Berlin aus dem Hauptschulamt entlassen. Bis zu seiner Pensionierung 1950 wechselte er ins Hauptschulamt des Magistrats von Groß-Berlin nach Ostberlin, wo er als Dezernent für höhere Erziehung mit Leo Regener zusammenarbeitete. Als Mitglied des 1952 von Fritz Helling gegründeten Schwelmer Kreises versuchte er mit gleichgesinnten Reformpädagogen in Westdeutschland eine gesamtdeutsche Schulreform im Sinne der Statuten des früheren Bundes Entschiedener Schulreformer zu initiieren, was jedoch wegen der Verfolgung Kommunismus verdächtiger Umtriebe während der Adenauer-Ära zum Scheitern verurteilt war. Im August 1954 wurden auf Anweisung des West-Berliner Sozialsenators die Rentenzahlungen an Paul Oestreich gesperrt. Die Anfeindungen wegen seiner SED-Mitgliedschaft und die fehlende Rente führten dazu, dass er 1954 aus Zehlendorf nach Ostberlin umzog. Die Auseinandersetzungen um die Pensionszahlungen mit dem West-Berliner Senat dauerten bis 1957. Auf Antrag des Innensenators wurden Paul Oestreich im Mai 1957 vom West-Berliner Verwaltungsgericht alle Ruhegehaltansprüche wegen beamtenwidrigen Verhaltens aberkannt.

Die Paul-Oestreich-Schule in Berlin-Weißensee

Für sein Wirken wurde Oestreich in der DDR mehrfach ausgezeichnet, so unter anderem mit dem Vaterländischen Verdienstorden in Bronze und als Verdienter Lehrer des Volkes. Die Universität Greifswald (1948) und die Humboldt-Universität Berlin (1958) verliehen ihm die Ehrendoktorwürde.
Paul Oestreichs Urne erhielt einen Platz in der Ringmauer der Gedenkstätte der Sozialisten auf dem Zentralfriedhof Friedrichsfelde.

Die Grabplatte für Oestreich in Berlin-Friedrichsfelde

## Nachleben
Im Jahr 1960 erhielt die damalige Oberschule II im ehemaligen Bezirk Berlin-Weißensee (heute zu Pankow gehörend) als fortan Erweiterte Oberschule (EOS) den Namen dieses Lehrers und Schulreformers, den sie bis zu ihrer erneuten Umbenennung im Jahre 1993, nun in Bühring-Gymnasium (seit 2007 Primo-Levi-Gymnasium), beibehielt.
Am 14. April 1967 wurde außerdem die frühere Straße am Realgymnasium, an der die Schule liegt, in Paul-Oestreich-Straße umbenannt.

## Werke (Auswahl)
- Die Neue Erziehung, Zeitschrift für entschiedene Schulreform und freiheitliche Schulpolitik. (Hrsg. von 1920 bis zur Schließung 1933.)
- Die elastische Einheitsschule: Lebens- und Produktionsschule. (=Die Lebensschule Bd. 4), Schwetschke, Berlin 1923.
- Die Schule zur Volkskultur. München und Leipzig 1923 (=Pädagogische Reihe, 15).
- Unabhängige Kulturpolitik, vom graden Weg eines „Disziplinlosen“. (Abhandlungen im Auftrag des Bundes entschiedener Schulreformer), Entschiedene Schulreform Band 42, Ernst Oldenburg Verlag, Leipzig 1924.
- Der Einbruch der Technik in die Pädagogik. Stuttgart 1930; wieder u.d.T. Die Technik als Luzifer der Pädagogik. Rudolstadt 1947.
- Aus dem Leben eines politischen Pädagogen. Selbstbiographie, 1947.